# Roemeense algemene verkiezingen 1990
De Roemeense algemene verkiezingen van 20 mei 1990 behelsden zowel de verkiezing van een president als een nieuw parlement. Het waren de eerste verkiezingen na de Roemeense Revolutie (1989) waarbij president Nicolae Ceaușescu (r. 1965–1989) ten val werd gebracht en er een einde kwam aan het communistische bewind. Het waren ook de eerste democratische verkiezingen in meer dan vijftig jaar tijd.

## Uitslag

### Presidentsverkiezingen

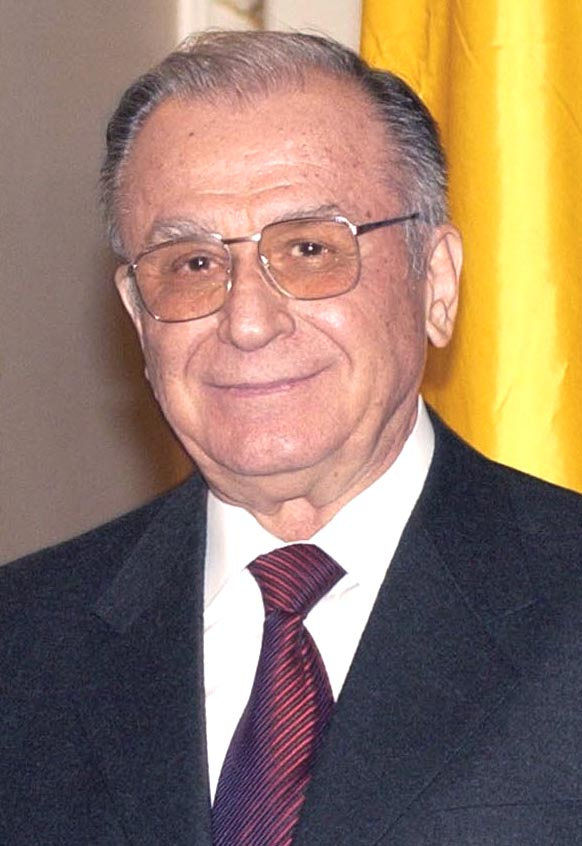
President Ion Iliescu (1930–2025), gekozen op 20 mei 1990

Ion Iliescu (1930–2025), die na de Roemeense Revolutie (1989) de terechtgestelde dictator Nicolae Ceaușescu (1918–1989) als president was opgevolgd, werd op 20 mei met 85% van de stemmen in zijn ambt bevestigd. Iliescu, die in de jaren zeventig gold als een potentiële opvolger van Ceaușescu, keerde zich tijdens de revolutie van hem af en werd aangewezen als interim-president en voorzitter van de Front voor Nationale Redding (FSN). De tegenkandidaten, de liberaal Radu Câmpeanu (1922–2016) en de vertegenwoordiger van de boerenpartij, Ion Rațiu (1917–2000) kregen respectievelijk 10% en 4% van de stemmen.
| Afbeelding                      | Naam                            | Partij                                    | Stemmen    | %       |
| ------------------------------- | ------------------------------- | ----------------------------------------- | ---------- | ------- |
| Ion Iliescu                     | Ion Iliescu                     | Partijloos (Front voor Nationale Redding) | 12.232.498 | 85,07%  |
| Radu Câmpeanu                   | Radu Câmpeanu                   | Nationaal-Liberale Partij                 | 1.529.188  | 10,64%  |
| Ion Rațiu                       | Ion Rațiu                       | PNŢCD                                     | 617.007    | 4,29%   |
| Totaal                          | Totaal                          | Totaal                                    | 14.378.693 | 100,00% |
|                                 |                                 |                                           |            |         |
| Geldige stemmen                 | Geldige stemmen                 | Geldige stemmen                           | 14.378.693 | 96,98%  |
| Blanco/ ongeldige stemmen       | Blanco/ ongeldige stemmen       | Blanco/ ongeldige stemmen                 | 447.923    | 3,02%   |
| Totaal aantal stemmen           | Totaal aantal stemmen           | Totaal aantal stemmen                     | 14.826.616 | 100,00% |
| Geregistreerde kiezers/ opkomst | Geregistreerde kiezers/ opkomst | Geregistreerde kiezers/ opkomst           | 17.200.722 | 86,20%  |
| Bron: AEP                       |                                 |                                           |            |         |

### Parlementsverkiezingen
Het Front voor Nationale Redding, in menig opzichte de opvolger van de Roemeense Communistische Partij, kreeg zowel in de Senaat als in de Kamer van Afgevaardigden een overweldigende meerderheid aan zetels.

#### Senaat
| Partij                                        | %       | Zetels |
| --------------------------------------------- | ------- | ------ |
| Front voor Nationale Redding                  | 67,02%  | 91     |
| Democratische Unie van Hongaren in Roemenië   | 7,20%   | 12     |
| Nationaal-Liberale Partij                     | 7,06%   | 10     |
| Nationale Christen-Democratische Boerenpartij | 2,50%   | 1      |
| Ecologische Beweging van Roemenië             | 2,45%   | 1      |
| Alliantie voor Roemeense Eenheid              | 2,15%   | 2      |
| Ecologische Partij van Roemenië               | 1,38%   | 1      |
| Partijloos                                    | 3,06%   | 1      |
| Overige partijen                              | 7,18%   | 0      |
| Totaal                                        | 100,00% | 119    |
| Totaal: AEP                                   |         |        |

#### Kamer van Afgevaardigden
| Partij                                        | %      | Zetels |
| --------------------------------------------- | ------ | ------ |
| Front voor Nationale Redding                  | 66,3%  | 263    |
| Democratische Unie van Hongaren in Roemenië   | 7,2%   | 29     |
| Nationaal-Liberale Partij                     | 6,4%   | 29     |
| Nationale Christen-Democratische Boerenpartij | 2,6%   | 12     |
| Ecologische Beweging van Roemenië             | 2,6%   | 12     |
| Democratische Boerenpartij                    | 1,8%   | 9      |
| Alliantie voor Roemeense Eenheid              | 2,1%   | 9      |
| Ecologische Partij van Roemenië               | 1,7%   | 8      |
| Roemeense Socialistische Democratische Partij | 1,0%   | 5      |
| Roemeense Sociaaldemocratische Partij         | 0,5%   | 2      |
| Overige partijen                              | 7,7%   | 18     |
| Totaal                                        | 99,99% | 396    |
| Bron: Uitslag                                 |        |        |